# 李小豹
李小豹（1968年8月—），中华人民共和国男性政治人物，生于湖南省永兴县，1988年7月参加工作，长期在中国共青团下属机构任职，後空降至江西省任职，先后在南昌市、萍乡市等地担任要职，并于2021年出任江西省文旅厅厅长，但任职仅一年即被江西省纪委监委立案调查。

## 生平
曾经担任首都师范大学团委书记、校党委委员、中国共青团中央学校部全国学联办公室主任、副秘书长，学校部副部长、全国学联副秘书长，社区和维护青少年权益部部长，维护青少年权益部部长，学校部部长、全国学联秘书长、中共南昌市委常委、共青团中央学校部部长等职务，2008年，当选第十一届全国政协委员，代表中国共产主义青年团，分入第十六组。并担任社会和法制委员会专委。 2013年8月，调任中共萍乡市委副书记、市人民政府代市长。2014年1月当选为萍乡市长。2016年3月，任中共萍乡市委书记。2021年3月，任江西省文化和旅游厅党组书记、厅长。
2022年5月23日，李小豹因为涉嫌严重违纪违法，主动向组织交代问题，接受江西省纪委监委纪律审查和监察调查。